# Tramlijn 16 (Antwerpen)
De Antwerpse tramlijn 16 verbond de Melkmarkt in het centrum van Antwerpen met luchthaven van Deurne.

## Traject
Vosstraat - Diksmuidelaan - Borsbeeksebrug - Cogels Osylei - Tramplein - Draakplaats - Draakstraat - Kleinebeerstraat - Rolwagenstraat - Provinciestraat - Ommeganckstraat - Carnotstraat - Koningin Astridplein - Gemeentestraat - Franklin Rooseveltplaats - Kipdorpbrug. Dan reed de tram in een lus door de  Sint-Jacobsmarkt - Kipdorp - Wijngaardbrug - Wolstraat - Lange Koepoortstraat - Melkmarkt (terminus)  - Korte Nieuwstraat - Lange Nieuwstraat en zo weer terug naar de Kipdorpbrug.

## Geschiedenis
Tramlijn 16 werd in 1925 in dienst genomen tussen de stelplaats aan de Groenenhoek en de Kipdorpbrug. Ze was bedoeld als versterkingsrit voor tramlijn 11. In 1930 werd lijn 16 doorgetrokken naar de luchthaven van Deurne aan de ene kant en naar de Melkmarkt aan de andere. De lijn was een groot succes en vanaf 1939 kwamen er ook versterkingsritten van lijn 16 tussen de Victorieplaats en de luchthaven: zij droegen nummer 16 doorstreept.
Op 31 december 1964 reed deze tramlijn voor het laatst uit: ze werd vervangen door buslijn 16. In 1970 werden de sporen op de Diksmuidelaan, het enige stuk waar lijn 16 verschilde van lijn 11, opgebroken.

### Kenkleur
De tram had blauw als kenkleur.

## Buslijn 16
Op 1 januari 1965 werd de bediening van tramlijn 16 overgenomen door een bus, die reed van het Koningin Astridplein tot aan de luchthaven. In 1974 werd de bus verlengd tot Mortsel (Kaphaanlei), in 2003 zelfs tot Kontich via Hove en Lint. In 2006 werd deze buslijn echter opgeheven: het deel Antwerpen-Mortsel was eerder al overgeheveld naar buslijn 14, het deel Mortsel-Kontich verviel helemaal.